# Neay Kan
Neay Kan (né vers 1476 exécuté en 1529)  usurpateur  du royaume  du Cambodge  de 1512 à  1529  il règne sous le nom de « Parama Bupati ».

## Biographie
Neay Kan est le premier des trois usurpateurs de race non royale qui selon les Chroniques ont tenté de s’emparer du trône du Cambodge.
Neay Kan est le fils d’un dénommé Bra Bijai Naga (Vijayanaka) et de son épouse Mé-Ban, les Chroniques le décrivent comme issu d'une famille de serfs d’église dont les parents auraient offert au roi Damkhat Sokonthor leur très belle fille comme concubine de premier rang. 
Il devient le favori du roi Damkhat Sokonthor lorsque celui-ci prend comme épouse secondaire sa sœur Nang Pean. Neay  Kan met à profit sa situation privilégiée à la cour et les difficultés que rencontre le roi avec son propre demi-frère cadet Ang Chan pour soulever plusieurs provinces puis pour obliger Ang Chan à se réfugier dans le Royaume d'Ayutthaya.        
Neay Kan maître sud du pays  et de  Phnom Penh  se retourne contre le roi légitime qu’il bat dans plusieurs rencontres. En 1508 il n’hésite pas à se proclamer roi sous le nom de règne de « Parama Bupati » et à établir sa capitale à  Srey Santhor toutefois il ne dispose pas des emblèmes sacrés du royaume, la lance de Chay et l’épée d’or  qui sont cachées par le chef des brahmanes 
En 1512  Neay Kan fait assassiner le roi qui s’était réfugié avec ses derniers fidèles dans un fortin. Devenu seul souverain il pouvait espérer consolider son pouvoir. Pour ce faire afin de se concilier le peuple il décide de réduire les taux des impôts et des taxes. Il aménage en l’adoucissant la loi pénale et pour la première fois au Cambodge il fait battre monnaie en émettant des pièces d’or d’argent et de bronze à l’effigie de l’oie sacrée qui sert de monture à Brahma dans la tradition hindouiste.
Après huit années à la cour d’Ayutthaya, Ang Chan reçoit l’autorisation des Siamois de rentrer au Cambodge pour combattre l’usurpateur. Il s’installe à Pursat et rassemble ses partisans avant de s’emparer d’Angkor. Il conclut ensuite une trêve avec Neay Kan et la met à profit pour acquérir des canons et des arquebuses auprès des Portugais.
Ang Chan Ier reprend ensuite les hostilités et la guerre civile dure une quinzaine d’années avant que Ang Chan Ier n’ait raison de l’usurpateur qui s’enferme dans la forteresse de Samrong Prey Bokor près de Lovek. Après trois mois de siège elle est prise d’assaut et Neay Kan blessé est capturé. Il est immédiatement exécuté par ordre de son ennemi.